# Saint-Philibert (Morbihan)
Saint-Philibert é uma comuna francesa na região administrativa da Bretanha, no departamento de Morbihan. Estende-se por uma área de 7,05 km². Em 2010 a comuna tinha 1 535 habitantes (densidade: 217,7 hab./km²).